# Шпиківська дубина
Шпиківська дубина — ботанічна пам'ятка природи місцевого значення. Оголошена відповідно до Рішення Вінницького облвиконкому №384 від 18.08.1983 р. Розташована у лісовому масиві поблизу с. Левківці Тульчинського району Вінницької області (Шпиківське лісництво, кв.89, діл 3).
Охороняється ділянка насадження дуба звичайного штучного походження віком 95 років.